# Ginetes

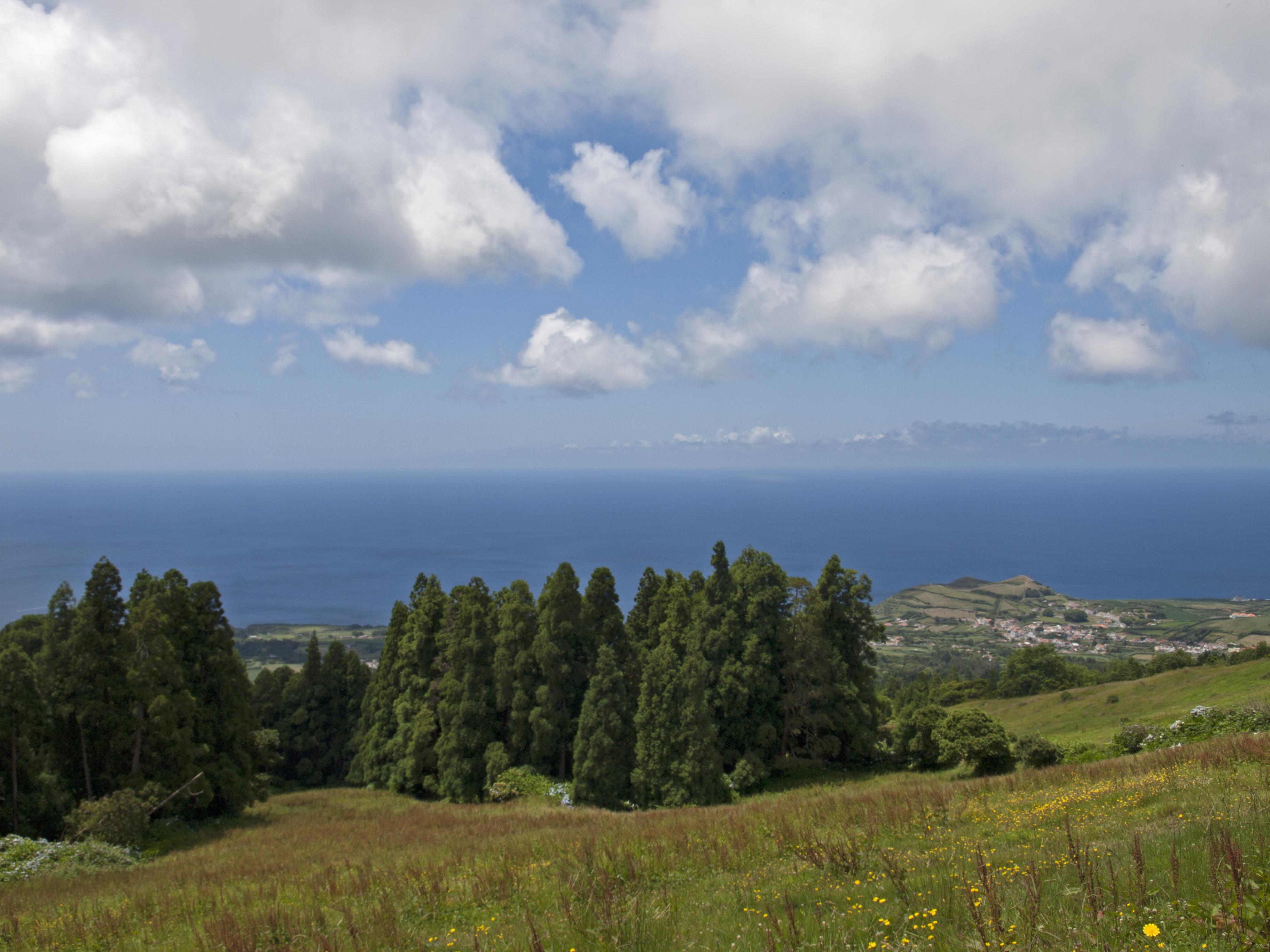
Panoramabild von Ginetes

Ginetes ist eine portugiesische Gemeinde (Freguesia) im Kreis (Município) von Ponta Delgada auf der Azoreninsel São Miguel.
Das Kap Ponta da Ferraria liegt auf dem Gebiet der Gemeinde. Hier befindet sich mit den Termas da Ferraria ein Thermalbad mit Spa, etwas daneben liegen zudem von heißen Quellen gespeiste Naturschwimmbecken als öffentliche Bäder mit Dusch- und Toilettenanlagen. Weiter oberhalb steht der Leuchtturm Farol da Ponta da Ferraria. Der 1901 errichtete Leuchtturm gilt als einer der schönsten der Insel. Offizielle Wanderwege führen durch das Gemeindegebiet, insbesondere am Kap der Ponta da Ferraria entlang.

## Geschichte
Die Ortschaft entstand Ende des 15. / Anfang des 16. Jahrhunderts. Sie trug anfangs den Namen São Sebastião de Ginetes und war eine Ortschaft der Gemeinde Candelária. Die erste Gemeindekirche wurde ab 1521 errichtet und 1557 fertiggestellt. Nach 1568 wurde Ginetes eine eigenständige Gemeinde. Die Gemeinde wuchs danach weiter, und 1603 entstand die heutige Gemeindekirche.
1713 zerstörte ein Erdbeben vor dem Ausbruch des Vulkans Pico das Camarinhas eine Reihe Häuser in Ginetes.
Am 10. Juni 1811 beschädigte ein unterseeischer Vulkanausbruch in mehreren Eruptionen vor der Küste Ginetes nicht nur eine Vielzahl Häuser an Land, sondern ließ im Meer davor auch eine neue Insel entstehen. Die in Ponta Delgada liegende britische Fregatte HMS Sabrina wohnte der Entstehung der Insel bei und nahm sie für die britische Krone unter dem Namen Insel Sabrina in Besitz. Nicht mal ein Jahr später versank die Insel wieder. Die Episode wurde international bekannt und sorgte vorübergehend für Spannungen in den britisch-portugiesischen Beziehungen. Auch Alexander von Humboldt erwähnt den Vorfall im Ersten Band seines Kosmos, der ihm vor allem als wissenschaftliches Anschauungsbeispiel diente. Der vor der ehemaligen Insel Sabrina gelegene Aussichtspunkt Miradouro da Ilha Sabrina erinnert in seinem Namen heute an die Insel.
1971 wurde die Gemeinde Sete Cidades neu geschaffen, durch Ausgliederung aus der Gemeinde Ginetes.

## Verwaltung

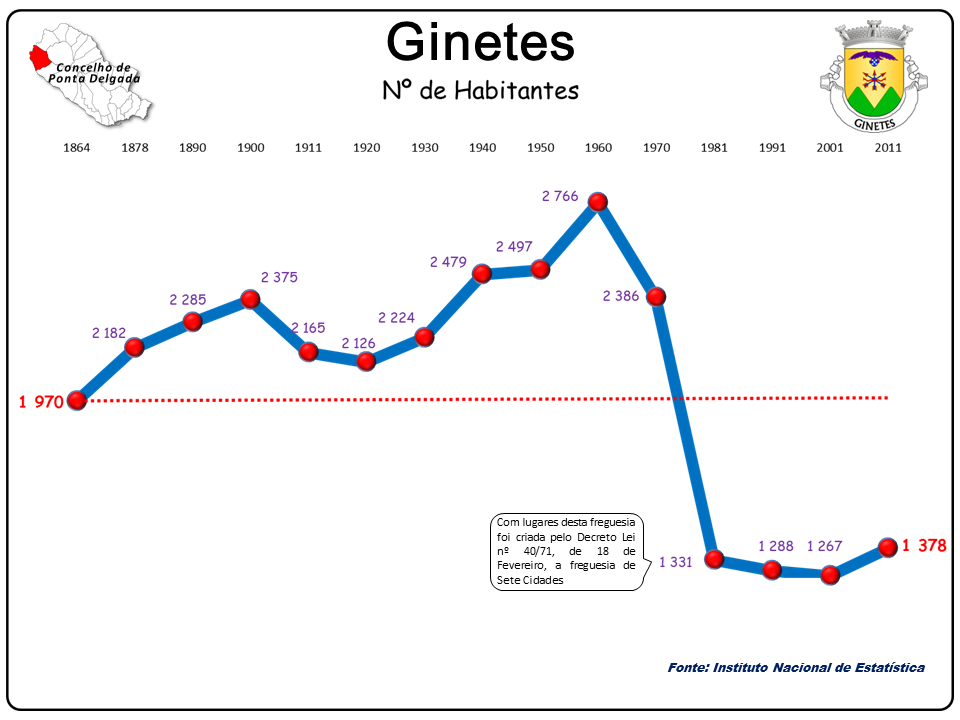
Einwohnerentwicklung der Gemeinde Ginetes (1864 bis 2011)

Ginetes ist Sitz einer gleichnamigen Gemeinde (Freguesia) im Kreis (Concelho) von Ponta Delgada. In ihr leben 1184 Einwohner (Stand 19. April 2021).
Folgende Ortschaften liegen in der Gemeinde:
- Ginetes
- Lombas dos Gagos
- Monte
- Várzea